# Календар Армеліна
Календа́р Армелі́на — проект всесвітнього календаря, створений Гастоном Армеліном в 1888 році і удостоєний першої премії Французького астрономічного товариства.
Календар Армеліна складений за зразком календаря кумранської громади, що існувала дві тисячі років тому в Палестині. Кумранський рік включав 364 дні або рівно 52 тижні, тобто відрізнявся від справжнього року більш ніж на добу.
Армелін удосконалив кумранський календар, включивши до нього один додатковий день для невисокосних і два — для високосних років.
Рік в календарі Армеліна ділиться на чотири квартали по 91 дню. У першому місяці кожного кварталу, тобто в січні, квітні, липні та жовтні — по 31 дню, в інших місяцях — по 30 днів. Кожній даті відповідає певний день тижня. За європейською традицією тиждень починається з неділі, і з цього ж дня починається кожен рік і квартал. Після суботи 30 грудня слідує безномерний і безіменний Новорічний день наступного року, і тільки за ним — неділя 1 січня. У високосні роки після суботи 30 червня наступає Високосний день («День Миру і Дружби Народів»), а за ним — неділя 1 липня.
Лютий, травень, серпень і листопад починаються з середи, а березень, червень, вересень і грудень — з п'ятниці.
Існують модифікації календаря Армеліна, в яких тиждень, квартал і рік починаються з понеділка, Новорічним і Високосним днями вважаються відповідно 31 грудня і 31 червня тощо, але всі вони зберігають основні риси, переваги і недоліки прототипу.
Головна перевага календаря Армеліна — його сталість, прив'язка днів тижня до певних чисел місяця, що дозволяє мати для всіх років один табель-календар, а не 14, як при сучасній системі літочислення.
У середині XX століття календар Армеліна був підтриманий на міжнародному рівні деякими країнами світу, в тому числі Радянським Союзом, Індією і Францією, у 1954 році схвалено 18-ю сесією економічної і соціальної ради ООН.
Однак через включення додаткових днів порушується безперервність рахунку днів тижня, що не влаштовує насамперед релігійні організації, що зберігають вплив у багатьох країнах світу, а також прихильників збереження традицій. Так чи інакше, досі плани введення цього календаря в повсякденне вживання фактично заморожені.
| Всесвітній календар |         |         |         |         |         |          |          |          |          |          |          |          |          |          |          |
| 1-й квартал         | Січень  | Січень  | Січень  | Січень  | Січень  | Лютий    | Лютий    | Лютий    | Лютий    | Лютий    | Березень | Березень | Березень | Березень | Березень |
| Неділя              | 1       | 8       | 15      | 22      | 29      | —        | 5        | 12       | 19       | 26       | —        | 3        | 10       | 17       | 24       |
| Понеділок           | 2       | 9       | 16      | 23      | 30      | —        | 6        | 13       | 20       | 27       | —        | 4        | 11       | 18       | 25       |
| Вівторок            | 3       | 10      | 17      | 24      | 31      | —        | 7        | 14       | 21       | 28       | —        | 5        | 12       | 19       | 26       |
| Середа              | 4       | 11      | 18      | 25      | —       | 1        | 8        | 15       | 22       | 29       | —        | 6        | 13       | 20       | 27       |
| Четвер              | 5       | 12      | 19      | 26      | —       | 2        | 9        | 16       | 23       |          | —        | 7        | 14       | 21       | 28       |
| П'ятниця            | 6       | 13      | 20      | 27      | —       | 3        | 10       | 17       | 24       | —        | 1        | 8        | 15       | 22       | 29       |
| Субота              | 7       | 14      | 21      | 28      | —       | 4        | 11       | 18       | 25       | —        | 2        | 9        | 16       | 23       | 30       |
|                     |         |         |         |         |         |          |          |          |          |          |          |          |          |          |          |
| 2-й квартал         | Квітень | Квітень | Квітень | Квітень | Квітень | Травень  | Травень  | Травень  | Травень  | Травень  | Червень  | Червень  | Червень  | Червень  | Червень  |
| Неділя              | 1       | 8       | 15      | 22      | 29      | —        | 5        | 12       | 19       | 26       | —        | 3        | 10       | 17       | 24       |
| Понеділок           | 2       | 9       | 16      | 23      | 30      | —        | 6        | 13       | 20       | 27       | —        | 4        | 11       | 18       | 25       |
| Вівторок            | 3       | 10      | 17      | 24      | 31      | —        | 7        | 14       | 21       | 28       | —        | 5        | 12       | 19       | 26       |
| Середа              | 4       | 11      | 18      | 25      | —       | 1        | 8        | 15       | 22       | 29       | —        | 6        | 13       | 20       | 27       |
| Четвер              | 5       | 12      | 19      | 26      | —       | 2        | 9        | 16       | 23       | 30       | —        | 7        | 14       | 21       | 28       |
| П'ятниця            | 6       | 13      | 20      | 27      | —       | 3        | 10       | 17       | 24       | —        | 1        | 8        | 15       | 22       | 29       |
| Субота              | 7       | 14      | 21      | 28      | —       | 4        | 11       | 18       | 25       | —        | 2        | 9        | 16       | 23       | 30       |
|                     |         |         |         |         |         |          |          |          |          |          |          |          |          |          | *        |
| 3-й квартал         | Липень  | Липень  | Липень  | Липень  | Липень  | Серпень  | Серпень  | Серпень  | Серпень  | Серпень  | Вересень | Вересень | Вересень | Вересень | Вересень |
| Неділя              | 1       | 8       | 15      | 22      | 29      | —        | 5        | 12       | 19       | 26       | —        | 3        | 10       | 17       | 24       |
| Понеділок           | 2       | 9       | 16      | 23      | 30      | —        | 6        | 13       | 20       | 27       | —        | 4        | 11       | 18       | 25       |
| Вівторок            | 3       | 10      | 17      | 24      | 31      | —        | 7        | 14       | 21       | 28       | —        | 5        | 12       | 19       | 26       |
| Середа              | 4       | 11      | 18      | 25      | —       | 1        | 8        | 15       | 22       | 29       | —        | 6        | 13       | 20       | 27       |
| Четвер              | 5       | 12      | 19      | 26      | —       | 2        | 9        | 16       | 23       | 30       | —        | 7        | 14       | 21       | 28       |
| П'ятниця            | 6       | 13      | 20      | 27      | —       | 3        | 10       | 17       | 24       | —        | 1        | 8        | 15       | 22       | 29       |
| Субота              | 7       | 14      | 21      | 28      | —       | 4        | 11       | 18       | 25       | —        | 2        | 9        | 16       | 23       | 30       |
|                     |         |         |         |         |         |          |          |          |          |          |          |          |          |          |          |
| 4-й квартал         | Жовтень | Жовтень | Жовтень | Жовтень | Жовтень | Листопад | Листопад | Листопад | Листопад | Листопад | Грудень  | Грудень  | Грудень  | Грудень  | Грудень  |
| Неділя              | 1       | 8       | 15      | 22      | 29      | —        | 5        | 12       | 19       | 26       | —        | 3        | 10       | 17       | 24       |
| Понеділок           | 2       | 9       | 16      | 23      | 30      | —        | 6        | 13       | 20       | 27       | —        | 4        | 11       | 18       | 25       |
| Вівторок            | 3       | 10      | 17      | 24      | 31      | —        | 7        | 14       | 21       | 28       | —        | 5        | 12       | 19       | 26       |
| Середа              | 4       | 11      | 18      | 25      | —       | 1        | 8        | 15       | 22       | 29       | —        | 6        | 13       | 20       | 27       |
| Четвер              | 5       | 12      | 19      | 26      | —       | 2        | 9        | 16       | 23       | 30       | —        | 7        | 14       | 21       | 28       |
| П'ятниця            | 6       | 13      | 20      | 27      | —       | 3        | 10       | 17       | 24       | —        | 1        | 8        | 15       | 22       | 29       |
| Субота              | 7       | 14      | 21      | 28      | —       | 4        | 11       | 18       | 25       | —        | 2        | 9        | 16       | 23       | 30       |
|                     |         |         |         |         |         |          |          |          |          |          |          |          |          |          | **       |

 * — День високосного року. 

 ** — День миру и дружби народів — щорічне міжнародне свято.

## Список людей, яких називають різними джерелами авторами календаря
- Г. Армелін (1888). Після суботи 30 грудня слідує безномерний і безіменний Новорічний день, і тільки за ним — неділя 1 січня. У високосні роки після суботи 30 червня наступає Високосний день («День Миру і Дружби Народів»), а за ним — неділя 1 липня.
- Елізабет Ахеліс (Нью-Йорк, 1930). «Всесвітній календар (World Calendar)». День високосного року / Leapyear day (червень W) вставляється після 30 червня, а День закінчення року (День миру / Worldsday) — після 30 грудня. Цей 12-місячний календар розроблявся за рішенням Міжнародного комерційного конгресу 1914 р. і посилено пропагувався багатьма прихильниками. У 1930 році Е. Ахеліс організувала Асоціацію всесвітнього календаря, що видає з 1931 р. «Журнал реформи календаря».
- У. Едвардс (Гонолулу, Гаваї). «Вічний календар (Perpetual Calendar)». Різниця лише в тому, що в кварталі перші два місяці мають по 30 днів, а третій місяць — 31 день. Назви вставних днів: День нового року і День високосного року.

## Ресурси Інтернету
- календар Армелина